# Lühesand
Lühesand es una pequeña isla de 1,24 kilómetros cuadrados en el río Elba, a 8 kilómetros al este de Stade en el estado de Baja Sajonia, al norte del país europeo de Alemania. La isla solo es accesible a través del sistema de ferry y contiene un camping grande, en el que muchos campistas se quedan por temporadas. Las torres del sur del Elba llamadas Elbekreuzung 1 y 2 han sido ubicadas en Lühesand.